# HEARTに聞け
『HEARTに聞け』（ハートにきけ）は、TBS系列局で1992年4月11日から1993年9月25日まで放送されたTBS・NCV共同製作のドキュメンタリー番組・トーク番組。本田技研工業（ホンダ）の一社提供。放送時間は毎週土曜 23:30 ‐ 翌0:00 (JST) 。

## 概要
それまで22時からの2時間枠で放送されていた『情熱ワイド!ブロードキャスター』（後の『ブロードキャスター』）が90分枠に縮小するとともにスタートした番組で、島田紳助がホスト役（司会）を務めた。10代の若者たちが多く登場し、時には悩み、時には議論しあう姿も多く見られた。

## スタッフ
- 構成 - 小山薫堂、山口克久、水野しげゆき
- 調査 - 成田正、荒木美子、岡田泉
- 技術 - タワーテレビ（高木敏文）
- カメラ - 石森和弘、西牧昭夫
- VE - 的場達郎、芹沢清一郎
- VTR - 鈴木隆
- 音声 - 高橋裕
- 照明 - 小林高幸
- 美術制作 - 佐野雅次（ジーケン・アート）、鈴鹿博（テレフィット）
- 美術進行 - 小美野淳一（ジーケン・アート）、高木重因（テレフィット）
- 編集・MA - ビームテレビセンター
- 音効 - 佐藤僖純（佳夢音）
- TK - 伊藤あずみ
- オープニングタイトル - 金田全央
- スタイリスト - 波多野としこ
- 衣裳協力 - DOLCE
- 協力 - 渋谷ビデオスタジオ
- アドバイザー - 田村隆
- 制作進行 - 日向野明
- 演出補 - 福田浩一、西口晃彦
- ディレクター - 伊坪弘、鈴木守
- 演出 - 小柴優
- プロデューサー - 竹島達修、浅井敬、白石統一郎（電通）
- 製作 - NCV、TBS

## 関連文献
- TBSテレビ, 双葉社企画開発室 編『ハートに聞け : 夢・発見・ドラマ メモリアル・コレクション』双葉社、1993年10月1日。NDLJP:13248432。

| TBS 土曜日23:30 - 翌0:00枠 | TBS 土曜日23:30 - 翌0:00枠            | TBS 土曜日23:30 - 翌0:00枠      |
| 前番組 | 番組名                                | 次番組                          |
| --- | ------------------------------------- | ------------------------------- |
| 情熱ワイド!ブロードキャスター ※22:00 - 23:48 （1991.4.13 - 1992.3） 【放送時間を24分縮小して継続】あすの天気 ※23:48 - 23:54JNNスポーツ&ニュース ※23:54 - 翌0:40 【翌0:00 - 0:45に枠移動・縮小して継続】 | HEARTに聞け （1992.4.13 - 1993.9.25） | 極楽自由区 （1993.10 - 1994.3） |